# 天生港镇街道
天生港镇街道，是中华人民共和国江苏省南通市崇川区下辖的一个乡镇级行政单位。

## 行政区划
天生港镇街道下辖以下地区：
通燧社区、泽生社区、五星村、福利村、国庆村、八一村、新闸村、龙潭村、爱国村和白龙庙村。